# Denel AH-2 Rooivalk
Denel AH-2 Rooivalk (афр. Боривітер) — південноафриканський ударний гелікоптер, виробництва Denel Aerospace Systems, відділення Denel Ltd. Розроблений на базі Aérospatiale SA 330 Puma.
Перший ударний вертоліт, який був повністю розроблений і виготовляється в Південно-Африканській Республіці.

## Історія
Протягом своєї історії збройні сили Південно-Африканської Республіки озброювались імпортною технікою, в основному французького виробництва. Але у 1977 році Генеральна Асамблея ООН прийняла резолюцію 418, наклавши ембарго на поставки зброї до ПАР. На цей момент на півдні Африки вже півтора десятиліття точилася бойові дії з Анголою. Війна мала характер дій механізованих груп з підтримкою авіації на гелікоптерах Пума та Alouette III. З їх допомогою висаджували десант, проводили розвідку, підтримували вогнем армійські частини. Після початку поставок Анголі засобів ПЗРК з Радянського союзу ситуація кардинально змінилась. Французькі гелікоптери були по суті цивільними машинами та не могли виконувати завдання при вогневій протидії. Відчутною стала потреба у гелікоптері здатному ескортувати транспортні машини, придушувати ПВО ворога та при необхідності мати можливість вступити у бій з Мі-25. Закупівля таких машин за кордоном була не можлива через санкції. Модернізаційний потенціал французьких гелікоптерів був обмежений, а військова промисловість не мала досвіду з самостійної розробки подібних машин. Оскільки не було іншого рішення, розробку нового гелікоптера взяла на себе компанія Atlas Aircraft Corporation заснована у 1963, яка спеціалізувалася на виробництві авіаційної техніки для ВПС ПАР. З досвіду бойових дій на території Африки були вироблені основні вимоги: висока надійність та можливість ремонту в умовах щільного пилу та значної відстані від місць базування, надійна навігація в умовах місцевості у якій відсутні орієнтири, високий рівень автоматизації електронних систем для зниження навантаження на пілота, низький рівень вібрацій. Робота над створенням машини проводилась в умовах підвищеної секретності та методом послідовних кроків через відсутність подібного досвіду.
Першим кроком, стала розробка прототипу ХН-1 Альфа для перевірки концепції системи озброєння та компоновки кабіни. Фюзеляж був спроектований заново, а від SA 316В взяли несучий гвинт та трансмісію, які вироблялись в ПАР, та двигун Turbomeca. Хвостова балка була незначно перепроектована, екіпаж розташовувався за схемою тандем. Попередні льотні випробування дослідного зразка вертольота ХН-1 Alpha проводилися у 1985 році. Прототип зробив перший політ у лютому 1985 року, дещо пізніше почався основний етап програми льотних випробувань, щоб вивчити можливості нового ударного вертольота в умовах жаркого клімату Африканського континенту. Але існування даної програми офіційно визнали лише в березні 1986 року.
Прототип підтвердив правильність обраної концепції і здатність компанії самостійно виконати розробку нової машини. Після цього було розпочато проектування перспективного ударного вертольота CSH-2 (Combat Support Helicopter - «вертоліт вогневої підтримки»). В процесі проектування розробник вирішив подальшу роботу проводити, використовуючи в якості основи силову установку, несучу систему і трансмісію не «Алуетт» III, а «Пуми» - більш великого і потужного вертольота, який також стояв на озброєнні ЗС ПАР. Елементи трансмісії цієї машини були вже раніше використані в рамках створення «Орікса» - місцевої доопрацьованої версії «Пуми».
З метою вивчення даної можливості і відпрацювання різних елементів конструкції перспективного вертольота розробник переобладнав дві «Пуми» в експериментальні машини (літаючі стенди): на першому - XTP-1 «Бета» (Experimental Test Platform Beta) - були відпрацьовані конструкція крила малого подовження і ряд підсистем майбутнього «Руйвалка» (перший політ ця машина зробила в 1986 році), а на другому - XTP-2 - розробник відпрацьовував системи управління озброєнням і саме озброєння: 20-мм гармату GA-1, яка встановлювалася на носовій турелі, а також некеровані та керовані ракети, у тому числі протитанкові з лазерним наведенням і ракети класу «повітря-повітря» з тепловими ГСН.
11 лютого 1990 року в повітря піднявся перший дослідний вертоліт-демонстратор XDM (Experimental Demonstration Model), 22 травня 1992 року - другий дослідний вертоліт ADM (Advanced Demonstration Model), відмінною рисою якого став комплекс приладів в кабінах льотчиків, сформований за принципом скляної кабіни, а 18 листопада 1996 року - третій прототип EDM (Engeneering Development Model). 
На EDM була дещо змінена конфігурація машини (більш оптимально розміщено різне обладнання), а її порожня маса знижена на 800 кг.
У 1993 році, на міжнародному авіасалоні в Дубаї відбувся публічний дебют «Руйвалка», а перший серійний вертоліт піднявся в повітря у листопаді 1998 року.

## Технічні характеристики
- Екіпаж: 2 пілот та оператор
- Довжина: 18,73 м
- Діаметр несучого гвинта: 15,58 м
- Висота: 5,185 м
- Маса порожнього:  5730 кг
- Максимальна злітна маса:  8750 кг
- Силова установка: 2 × Turbomeca Makila 1K2
- Потужність двигунів: 2 × 1845 к.с.
- Максимально допустима швидкість: 309 км / год
- Максимальна швидкість: 278 км / год
- Практична дальність: 704 км (у землі)
- Практична стеля: 6100 м
- Швидкопідйомність: 13,3  м / с

## Бойове застосування

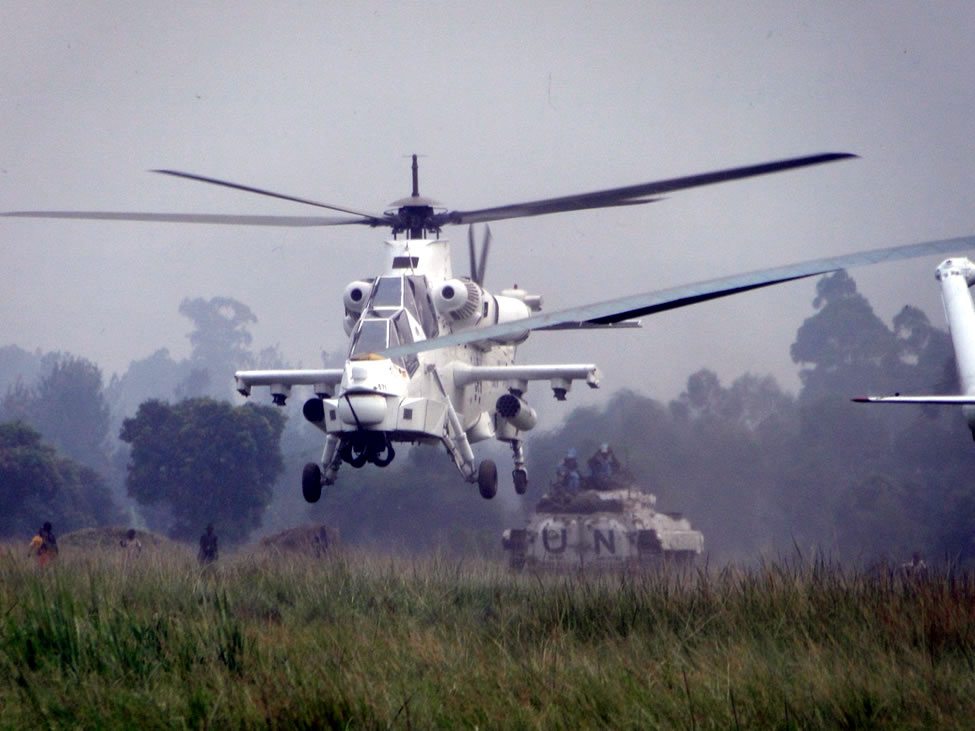
Denel Rooivalk у ДР Конго

3 Denel Rooivalk з жовтня 2013 року виконують бойові завдання у складі південноафриканського контингенту Сил ООН по стабілізації в Демократичній Республіці Конго (MONUSCO). 4 листопада 2013 Rooivalk здійснили перші в своїй історії бойові вильоти, завдавши удари 70-мм некерованими ракетами FZ90 по укріплених позиціях конголезького повстанського угрупування М23 в гірському районі Шанз поблизу кордону ДРК і Руанди у партнерстві з Мі-24 зі складу українського контингенту місії ООН.

## На озброєнні
ПАР — 11 Denel AH-2 Rooivalk стоїть на озброєнні 16-ї окремої вертолітної ескадрильї ВПС ПАР (5 з них модернізовані до рівня Block 1F). Один з  дванадцяти вертольотів був списаний після аварії.